# BLUE MOON (漫画)
『BLUE MOON』（ブルー・ムーン、英一&英二シリーズ）は、森脇真末味による日本の漫画。読み切りシリーズとして、小学館『プチフラワー』に発表された。「緑茶夢」・「おんなのこ物語」と並ぶ作者の代表作の一つ。元は、金子&仲尾シリーズの一篇で、発展（スピンオフ）する形でシリーズ化された。当初は『BLUE MOON』というシリーズ総称は存在せず、「英一&英二シリーズ」としか呼ばれなかった。第5作『BLUE MOON』がシリーズ全体を呼ぶタイトルとして定着し、『躍るリッツの夜』・『ゼネツィオの庭』より後の単行本はこのタイトルで出版されることとなった（この項目では、シリーズ名がつく以前の作品群も含めて、『BLUE MOON』として一括して扱うことにする）。

## 登場人物
菅野 英一（すがの えいいち）
主人公で、画家。表向きの仕事は美容師。17歳で、戸籍を有していない。弟とは生年月日が異なる一卵性双生児の兄。弟を養うため、詐欺、ジゴロ行為をしており、いつでも逃げ出せるように預金通帳と印鑑を持ち歩いている。弟とは性格がまるで異なり、おしめ交換・授乳・夜泣きの時間が異なったため、母親をノイローゼにしてしまったという。弟を養っており、足かせのように感じているが、それでも弟を見捨てることができない。母親から英一として認知されておらず、そのことが彼の性格を複雑なものにしている。
連載中、作者は英一の方を主人公に決めていたという。世界は自分の味方ではないと知っている子供の目は渇いていて、その分、奇妙に澄み渡っている、というイメージが、英一のキャラクターにはこめられている。
菅野 英二（すがの えいじ）
もうひとりの主人公で、英一の双子の弟。無職。17歳で、戸籍を有していない。兄とは生年月日が異なる。兄とは水と油程に性格が異なり、生活能力がなく、兄よりも精神年齢が幼い。ただし、料理は兄よりも得意である。ヒーロー物が好き。母親より「英一」として認知されており、精神病院に入院中の母親に英一のかわりに面会に行かされる。兄に対して、複雑な感情を抱いており、誰よりも兄のことを心配し、敬慕している。
英明（ひであき）
英一・英二の父親。ペテン師で、苗字は不明。精神を病んだ母親のかわりに、双子の面倒を見ていた。彼らが6歳の時、失踪する。門崎画塾でも働いていた。
菅野 亜矢子（すがの あやこ）
英一・英二の母親。火事で双子の1人を死なせてしまったと思い込み、英二のことを英一と思い込んで溺愛する。K市の精神病院に入院しており、双子は彼女に面会するため、定期的に病院のある町へ帰ってきている。
岩田（いわた）
英明のいとこで、顔は英明にそっくり。しかし、性格はかなり異なる。美容院を装ったホストクラブを経営している。
小野（おの）
菅野亜矢子の妹の元夫。甲田から脅されている。
藍川 正典（あいかわ まさのり）
藍川画廊の主人。大晦日に英明と知り合って友人となり、双子の出産に立ち会う。英明の悪辣さと自由さに憧れていた。
ゼネツィオ
英一が出会った謎のロシア人で、彼と共同生活をしている間は、英一は弟の存在を忘れることができた。元諜報員だが狂人で、妻子をあやめたらしい。
足立 絵里（あだち えり）
英二のガールフレンドだったが、英一に恋をしてしまう。
石橋 ユカリ（いしばし ユカリ）
物語の準ヒロインで、『遊戯の時間』からしばらく、シリーズのレギュラーキャラとして登場していた。ポニーテールの、少し不良がかった、成績優秀な女子高生。幼稚園の遠足の際に、英一と英二に自分のお弁当をあげたことがある。叔父に惹かれていた。
青木 薫（あおき かおる）
英一・英二をしばらく引き取って育てていた保護者。養父だったこともある。英一たちの養い親たちが体罰中心の育児をしていたのに対し、伸び伸びとした自由放任主義をとっていた。英一の精神に大きな影響を与えた人物。両親が不仲で、土屋のことをある意味、羨ましく思っていた。物語のキーパーソン。
土屋 貴志（つちや たかし）
青木の2歳年下の異母弟。写真雑誌の編集者。英一に嫉妬しており、双子を罠にかけようとした。のちに、英一の病状に気づいて心配する。
志保子（しほこ）
友人のタカコに頼まれて、10日間ほど英一を預かる。5年間交際していた恋人の南波と別れたばかり。
タカコ
英一を守るため、中学以来の友人である志保子に預ける。
甲田 貴志（こうだ たかし）
音大のピアノ科の学生で、嫌われ者。自殺未遂を起こした後、英一と出会う。
美鈴（めいりん）
英一の知り合いのバーの元マダム。チャイナ・ドレスを着ている。英一と麻薬の鑑定をした。双子に対して、やや曲解している。
門崎（かどさき）
英一の父親で、英明に恨みを持っている画家。40歳位。
春名（はるな）
英一・英二の共通の知人で、現在はやくざ。小太り気味で、サングラスを着用。かつて、英一は春名の恋人を奪ったらしい。
牛島 彩子（うしじま あやこ）
春名のガールフレンドで、高校時代からの知り合い。春名よりDVを受けている。歯科医院の受付をしていた。

## 作品
※ TIME・TIME2（1985年1月号 - 2月号、初登場作。「男は寡黙なバーテンダー」〈金子&仲尾〉シリーズの一篇）
1. はがねの輪 1985年4月号
2. ゼネツィオの庭 1985年10月号、12月号、1986年1月号
3. ぼくの心はバイオリン 1985年3月号
4. 遊戯の時間 1986年5月号　※この話以降、『BLUE MOON』として、単行本に収録されることになる。
5. BLUE MOON 1986年7月号 - 8月号
6. 見知らぬ街 1986年9月号
7. 鰐と少年 1986年10月号
8. 優しい夜 1987年1月号
9. 冬の絵本 1987年3月号
10. いかさま師 1987年4月号 - 5月号
11. 地図のない旅 1987年7月号 - 9月号
12. うそつき 1987年11月号 - 12月号
13. 月の家 1988年1月号 - 2月号、4月号 - 7月号
14. パウダーブルーの夢 1988年9月号 - 10月号

- ヘンゼルの森 1988年12月号　※　青木薫・土屋貴志兄弟を主役とした番外篇。

## 書誌情報
- PFビッグコミックス（小学館）『森脇真末味傑作集－2  躍るリッツの夜』（B6判）「TIME」・「はがねの輪」収録
- PFビッグコミックス（小学館）『森脇真末味傑作集－3  ゼネツィオの庭』（B6判）
- PFビッグコミックス（小学館）『BLUE  MOON』全5巻（B6判）。
- 『BLUE MOON』（ブッキング）全3巻